# 番匠川
番匠川（ばんじょうがわ）は、大分県南部を流れる一級河川番匠川水系の本流。九州屈指の清流として知られる。

## 地理
佩楯山（はいだてさん、標高754m）南麓の三国峠（標高664m）に発し東流。旧本匠村では小半（おながら）鍾乳洞を経て佐伯市市街地の南から佐伯湾に注ぐ。
番匠川は、雨の少ない時期には小半鍾乳洞の上流約4km、因尾地区で2kmから4kmにわたって涸れ川化する。堂ノ間の本宮岩と呼ばれる石灰岩の大岩壁の下で失水し、井ノ上の下流に至って突如湧き出し、流れ始める。この現象は因尾盆地の地下に潜在している石灰岩層中に大きな地下川系が発達しているため、川水が潜流すると考えられている。潜流する川水の集水面積は約60㎢ある。

## 名称の由来
由来については大きく3つの説があり、定かではない。
- 番匠橋を架けた番匠大工棟梁・益右衛門にちなんだ説。
- 大工のもつ折尺のように曲がりくねっているという説。
- 佐伯城下への関門にあたる川辺の番匠という集落からの説。

## 流域の自治体
大分県
佐伯市
かつて上・中流域は南海部郡本匠村、弥生町だったが、市町村合併により2005年3月3日より流域全体が佐伯市となった。

## 支流
- 久留須川
- 井崎川
- 堅田川